# Révolution philippine
Guerre hispano-américaine
La révolution philippine, qui a lieu de 1896 à 1898, est un épisode majeur de l'histoire des Philippines, ainsi que de l'histoire coloniale de l'Espagne et de la guerre hispano-américaine. Elle aboutit, après plus de trois siècles de colonisation espagnole, à l'indépendance des Philippines et la proclamation de la Première République.
Au XIXe siècle, la puissance espagnole est déclinante et son empire colonial, jadis gigantesque, est déjà fortement réduit. Dans le même temps un mouvement révolutionnaire se structure peu à peu dans la colonie des Philippines, d'abord dans les milieux intellectuels puis parmi la population, et aboutit à la formation du Katipunan, organisation révolutionnaire clandestine. La révolution armée éclate en 1896, puis s'enlise en raison des moyens militaires supérieurs de l'Espagne. Bien que 1897 semble d'abord marquer l'échec de la révolution avec la signature du traité de Biak-na-Bato qui met officiellement fin aux hostilités, les États-Unis entrent en guerre contre l'Espagne et soutiennent les révoltes aux Philippines et à Cuba. L'Espagne est vaincue à Manille en 1898 par les États-Unis, puis les insurgés philippins regagnent le contrôle de tout l'archipel. L'indépendance est déclarée par Emilio Aguinaldo le 12 juin 1898.
La révolution marque une rupture nette dans l'histoire philippine. Elle aboutit à la formation d'une assemblée constituante et à l'instauration d'un régime démocratique. Pour la première fois, le pays est à la fois unifié, à l'exception de quelques zones au sud, et indépendant. Toutefois, la République ne subsistera que peu de temps : l'Espagne cède les Philippines aux États-Unis par le traité de Paris en décembre 1898, ce qui entraîne la guerre américano-philippine et la colonisation par les États-Unis.
La révolution est de nos jours perçue comme fondatrice de la nation philippine. Célébrée par la fête nationale le 12 juin, elle a donné au pays d'importants legs culturels et politiques, dont le drapeau national.

## Contexte historique

### Colonisation espagnole des Philippines

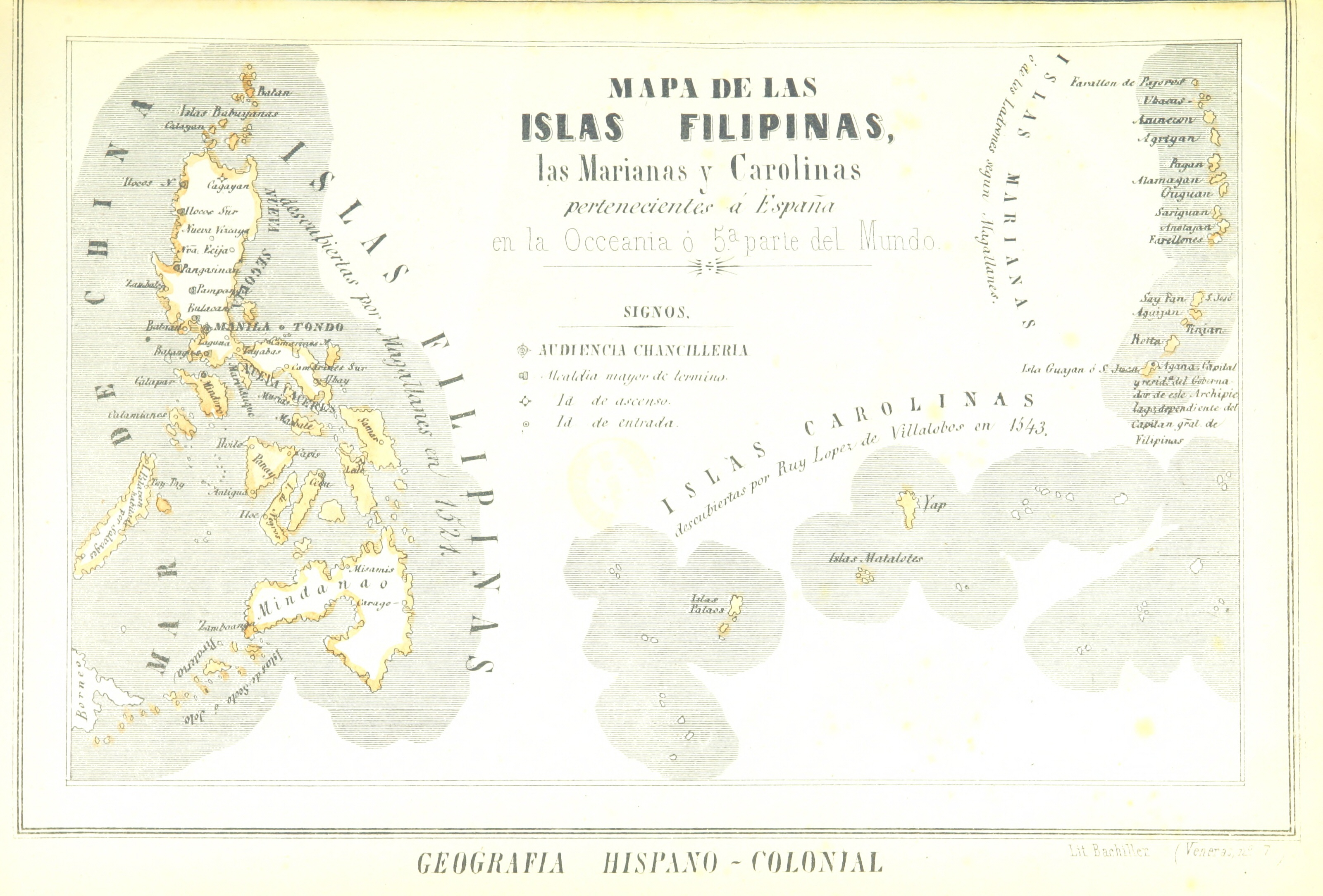
Carte des Indes orientales espagnoles en 1857.

Le début de la colonisation des Philippines date du XVIe siècle, Fernand de Magellan étant le premier Européen à découvrir l'archipel en 1521, qu'il revendique au nom du roi d'Espagne, et où il laisse d'ailleurs la vie. L'Espagne s'installe de manière permanente à partir de 1565, avec la conquête initiée par Miguel López de Legazpi, premier gouverneur de la colonie,,. À l'apogée de l'empire colonial hispanique, les Philippines font partie des Indes orientales espagnoles, qui incluent Guam, et dont la capitale est Manille. En plus de trois cents ans de colonisation, l'Espagne unifie la majeure partie de l'archipel et transforme profondément son peuple. En particulier, l'évangélisation est inaliénable de la colonisation, si bien que le catholicisme se répand très largement sur l'archipel, à l'exception des zones musulmanes à Mindanao et Sulu, notamment grâce aux ordres missionnaires — Augustiniens, Dominicains, Franciscains, et Jésuites,.
La colonie des Philippines est dirigée par un gouverneur général au nom du roi. Le pouvoir politique est réservé au contingent espagnol, relativement modeste et présent surtout à Manille et dans quelques grandes villes ou places fortes. Dans les provinces où les colons sont peu nombreux voire absents, c'est essentiellement l'Église et les missionnaires qui assurent le lien entre les populations locales et le pouvoir, et donc le maintien de l'ordre colonial,. Il n'y a pas de séparation de l'Église et de l'État, le rôle des ordres religieux allant bien au-delà de la religion, assurant par exemple l'éducation, les soins, la justice,.
Jusqu'au XVIIIe siècle, l'économie de la colonie est peu développée, les Espagnols se contentant principalement d'utiliser Manille comme un avant-poste militaire et un relais sur la route commerciale avec l'Asie,. La population subvient majoritairement à ses besoins par une économie locale organisée autour des villages, avec peu de commerce au sein de l'archipel.

### Perte d'influence de l'Espagne

Carte montrant l'évolution de l'empire colonial espagnol (cliquez pour agrandir).

L'apogée de la puissance espagnole remonte aux XIVe et XVIe siècles : elle est alors une puissance majeure en Europe et possède le plus vaste empire colonial du monde. Mais à l'aube de la révolution philippine, la puissance espagnole s'est largement effritée. Dès le XVIe siècle, l'influence du royaume baisse en raison de difficultés économiques dans les colonies, du renversement de la maison de Habsbourg, et de la rivalité avec la Grande-Bretagne,. Le XIXe siècle est une période d'instabilité politique et de déclin économique, marqué par de nombreux troubles dont l'occupation du royaume par l'armée napoléonienne de 1808 à 1813, l'insurrection de 1820, l'expédition française en Espagne qui rétablit l'absolutisme en 1823, la guerre civile de 1833 et 1839, la révolution de 1868, la proclamation de la Première République en 1873, et enfin la restauration bourbonienne de 1874,,.
Autre signe marquant du déclin espagnol, la perte de la quasi-totalité de ses colonies d'Amérique entre 1810 et 1825 dans les guerres d'indépendance en Amérique du Sud, qui marque l'effondrement de l'empire colonial. Les causes en sont diverses : délitement de la monarchie, diffusion des idées des Lumières, exemples des révolutions françaises et américaine, volonté d'autonomie des élites locales, difficulté à réformer, ou encore le rétablissement de l'absolutisme sous le roi Ferdinand VII. En réponse, l'Espagne tente de moderniser ses colonies restantes (Cuba, Porto Rico, Philippines), notamment en matière militaire, commerciale et fiscale.
Ainsi, à la fin du XIXe siècle, l'Espagne n'est plus qu'une puissance secondaire en Europe, et ses difficultés sont nombreuses.

## Causes de la révolution

### Injustice du modèle colonial

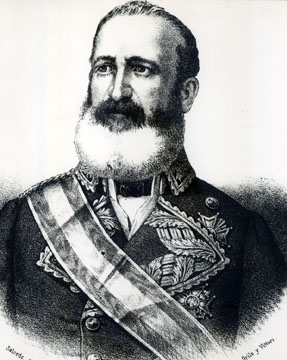
Carlos María de la Torre y Navacerrada, gouverneur général des Philippines en 1869-1870.

L'administration des îles Philippines n'a guère évolué depuis le XVIIe siècle. Les colons et les ordres religieux s'adjugent quasiment tous les pouvoirs, se considérant généralement comme intrinsèquement supérieurs aux « indigènes », qui souffrent par conséquent de nombreuses discriminations,,. Cette stagnation de l'organisation coloniale n'est pas sans générer de nombreux problèmes, notamment un fort mécontentement face aux injustices, le centralisme excessif de l'administration, la corruption et le pouvoir exorbitant des ordres missionnaires,. La faiblesse numérique chronique des Espagnols présents sur l'archipel alarme aussi à Madrid, car elle se traduit par un faible investissement économique et une hispanisation limitée en dehors de l'implantation du catholicisme. En 1896, seuls vingt mille Espagnols ou descendants résident aux Philippines, pour une population totale de près de sept à huit millions de personnes. Dans les années 1880, des projets de peuplement plus intensif émergent, mais n'aboutissent pas. Le manque de moyens militaires expose aussi la colonie à la piraterie.
Après la révolution espagnole de 1868, la possibilité d'une réforme de l'ordre colonial apparaît sous l'impulsion d'un nouveau gouverneur général libéral : Carlos María de la Torre y Navacerrada,. En accord avec la nouvelle constitution espagnole, de la Torre tente de réformer la gouvernance de la colonie en abolissant la censure de la presse, en promouvant la liberté d'expression et de rassemblement, et en réformant l'éducation,. Il gagne ainsi rapidement en popularité parmi la classe éduquée des grandes villes. Cet éphémère sursaut libéral s'achève dès 1871 avec le remplacement de De la Torre par un conservateur, Rafael Izquierdo y Gutiérrez (en), les résistances aux réformes libérales étant fortes parmi les notables espagnols et les ordres religieux. L'ordre en place depuis le XVIIe siècle, fortement discriminatoire pour les Philippins, est rétabli, et un climat de défiance s'instaure entre l'administration et les réformateurs,.
Les autorités espagnoles et les ordres religieux ne sont donc, vers la fin du XIXe siècle, pas enclins à une évolution significative de l'ordre établi, ce qui ne peut aboutir qu'à alimenter l'hostilité envers la puissance coloniale,.

### Transformation économique et sociale dans la colonie
Jusqu'au XIXe siècle, les Espagnols accordent peu d'importance au développement économique de la colonie, leur objectif étant plutôt le contrôle du port de Manille qui occupe une place de choix sur la route commerciale avec la Chine. Madrid prend néanmoins conscience de l'intérêt de développer la colonie à la fin du XVIIIe siècle et au début du XIXe siècle : d'une part, la révolution industrielle naissante en Europe entraîne un fort accroissement de la demande en matières premières et donc du commerce ; d'autre part, la perte des colonies espagnoles en Amérique force la Couronne à trouver d'autres sources de richesse. À partir des années 1820 et 1830, l'Espagne relâche progressivement son monopole sur l'économie des Philippines et ouvre ses ports au commerce mondial. Il en résulte une période d'expansion économique au cours du XIXe siècle, dominée par le développement de l'agriculture commerciale (tabac, fibre d'abaca, sucre),, qui bénéficie non plus seulement à Manille, mais aussi aux provinces où les terres destinées à l'exportation se multiplient,,.
Cette expansion économique favorise l'émergence d'une nouvelle bourgeoisie philippine constituée de marchands et propriétaires terriens, au sein de laquelle l'aspiration à un changement de modèle colonial se diffuse,. Malgré leur richesse, ces derniers n'ont en effet que peu de pouvoir politique, les postes prestigieux étant réservés aux Espagnols. La contestation de ces injustices apparaît surtout dans la seconde moitié du XIXe siècle parmi les jeunes bourgeois éduqués, les ilustrados, qui voyagent ou étudient en Europe et se tiennent au courant des évolutions du monde,. Ils s'initient aux idéaux des Lumières ainsi qu'aux courants libéraux d'Europe, ce qui les incite à remettre en cause l'ordre établi pour réclamer plus d'égalité,,,. Cela les pousse à écrire des essais ou articles de presse sur la situation des Philippines et la nécessité de réformer pour gommer les discriminations partout où elles existent, gagnant en réputation jusque dans les milieux intellectuels européens. Naturellement, les ilustrados aspirent aussi à prendre tout ou partie du pouvoir politique.
Le commerce avec les Philippines est très largement dominé par les Britanniques, loin devant l'Espagne qui n'a qu'une position secondaire dans le commerce mondial, ce qui leur confère une influence certaine, par exemple dans le domaine bancaire. Les Espagnols décident en réponse d'imposer des droits de douane afin de profiter des échanges avec les Anglais. Ce faisant, ils s'aliènent un peu plus la bourgeoisie philippine, qui voit l'Espagne comme un frein au développement économique.

### Contestation paysanne et catholicisme populaire
Pour les paysans, qui constituent l'essentiel des masses populaires, l'expansion économique entraîne une réorganisation de leurs terres et une dégradation de leurs conditions de vie. En effet, le développement de l'agriculture commerciale accroît la concentration des meilleures terres entre les mains des élites, que ce soient les Espagnols, les ordres religieux ou la bourgeoisie ; il se constitue notamment de vastes haciendas (domaines agricoles) qui font la richesse de leur propriétaire,,. En conséquence, le prix des terres arables augmente considérablement, forçant les paysans à se déplacer vers les régions moins attractives ou à louer des terres au prix fort, quand ils ne sont pas tout simplement dépossédés de leur bien en raison de nouvelles législations injustes,. L'agriculture commerciale rend le travail des paysans dans les haciendas d'autant plus dur, et suscite par endroits des famines et épidémies. En conséquence, les révoltes paysannes, auparavant sporadiques et locales, s'intensifient au XIXe siècle, tout comme le banditisme, qui sévit en particulier contre les riches propriétaires,. La contestation paysanne n'est nullement unifiée ni structurée, mais elle s'exprime avant tout contre les Espagnols qui incarnent de la façon la plus évidente le pouvoir.
L'augmentation très importante des terres agricoles dédiées au commerce mondial entraîne une réduction de la production destinée à la consommation locale, ainsi que des concentrations de population dans les zones les plus productives. En conséquence, la colonie, qui était auparavant autosuffisante, doit désormais importer du riz, premier produit de consommation pour les habitants,. De plus, en raison des droits de douane imposés par l'Espagne, les produits de première nécessité comme le riz ou les textiles voient leur prix augmenter, ce qui touche directement la population,.
Pour les masses populaires, la révolte n'est pas motivée que par des raisons économiques. Tandis que les classes éduquées puisent leurs idéaux dans les Lumières et le libéralisme, le reste de la population s'inspire plutôt du catholicisme et de la culture traditionnelle,. D'une part, le message même des Évangiles est utilisé pour justifier la révolte, par exemple via le parallèle avec les Hébreux souhaitant s'affranchir de la domination des Romains. La recherche de la salvation religieuse par la révolution est aussi une idée répandue,. D'autre part, les enseignements chrétiens sont en partie réinterprétés à l'aune des valeurs locales pour créer un « Christianisme populaire » qui joue un rôle dans la diffusion des idées de révolte. Par exemple, la pasyon (narration populaire de la passion du Christ) prône des valeurs importantes pour les masses comme la fraternité ou l'émancipation. Santo Niño, figure locale du Christ enfant, est perçue comme une métaphore de l'indépendance. D'autres légendes plus locales existent, comme celle de Bernardo Carpio (en) symbolisant la résistance à l'oppression. Ces récits chrétiens et légendes locales circulent d'autant mieux parmi la population au XIXe siècle que la transformation capitaliste de l'économie coloniale force à une plus grande mobilité. Dans ce contexte, les groupes populaires religieux qui soutiennent les contestations paysannes prolifèrent, comme la Santa Iglesia ou la Guardia de Honor de Maria (en) qui comptent plusieurs milliers de membres peu avant la révolution,.

### Clergé séculier
La contestation se fait aussi forte au sein du clergé séculier, l'accès à la prêtrise restant limité pour les Philippins, généralement assignés au rôle subalterne de vicaire, tandis que les charges les plus importantes sont réservées aux Espagnols,. Des prêtres séculiers réformateurs comme José Burgos critiquent vivement les discriminations dont ils sont victimes ; cependant, les ordres religieux s'opposent à toute limitation de leur prérogative, tandis que Madrid craint qu'une importance accrue du clergé séculier ne réduise son emprise sur la colonie, comme cela a été le cas en Amérique du Sud,.
Les ordres de missionnaires religieux sont les principales cibles de la contestation en raison du pouvoir exorbitant qu'ils possèdent dans la colonie — comme mentionné plus haut, ils assurent en pratique le maintien de l'ordre colonial dans les régions. Les ilustrados et le clergé séculier critiquent les excès de pouvoir des missionnaires espagnols ainsi que leur mainmise sur l'éducation et leur accumulation de larges domaines agricoles,, contestation qui fédère aussi les masses populaires, car les conditions de travail dans les domaines ecclésiastiques sont dures,.

### Guerres Moros

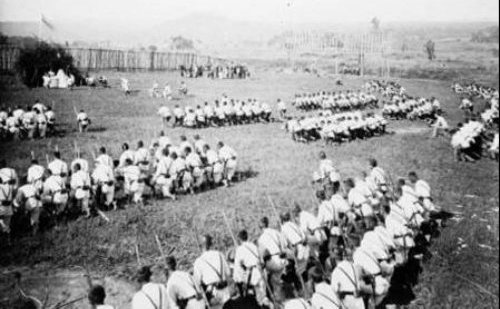
Troupes espagnols à Mindanao en 1892.

La partie ouest de l'île de Mindanao ainsi que l'archipel de Sulu sont habités par les Moros, les populations musulmanes sur lesquelles les Espagnols n'ont jamais eu un contrôle effectif. En conséquence, les colons mènent durant l'histoire de la colonie de nombreuses expéditions militaires en ces territoires, appelées communément les guerres Moros (en),. Ces guerres ont monopolisé une partie des ressources espagnoles qui ont pu manquer pour maintenir le contrôle sur les provinces avant la révolution. De plus, elles ont contribué à renforcer la contestation populaire, car les colons avaient recours au recrutement forcé de Philippins, et utilisaient une partie des taxes à cet effet. Enfin, ces expéditions coûteuses sont largement inefficaces, les Espagnols ne parvenant jamais à contrôler définitivement les populations musulmanes, ni à entraver leurs révoltes épisodiques et leurs actes de piraterie qui touchent notamment les Visayas, révélant finalement le manque chronique de moyens du côté espagnol pour le contrôle complet de l'archipel.

### Points de vue des colons
Les colons n'ignorent pas les tensions qui existent sur l'archipel, comme le montrent les documents officiels, la correspondance et la presse. Ils estiment que les principaux facteurs pouvant mener l'insurrection résident dans les divers canaux de diffusion des idées libérales et modernistes, que ce soit par les ilustrados, les loges maçonniques, les Jésuites et les Dominicains,. Un autre point de vue tend à considérer le peuple philippin comme peu éduqué ou civilisé, et donc porté à suivre leurs instincts plutôt qu'à chérir l'ordre civil.

## Étapes menant à la révolution

### Mutinerie de Cavite

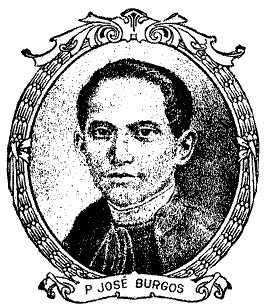
Image de José Burgos, exécuté après la mutinerie de Cavite.

Le 20 janvier 1872, une mutinerie éclate dans les arsenaux de Cavite, durant laquelle les ouvriers et marins philippins tuent plusieurs officiers espagnols. Leur geste est, semble-t-il, motivé par des rumeurs sur la perte de certains privilèges liés à leur engagement dans l'armée. Le gouvernement espagnol, qui y voit à tort une insurrection motivée par les idées libérales en provenance d'Europe, réagit de façon brutale en mettant à mort trois prêtres réformateurs, José Burgos, Mariano Gomez et Jacinto Zamora, et en condamnant à l'exil de nombreux intellectuels philippins,,. Ces événements constituent les prémices de la révolution,.

### Propaganda: diffusion des idées réformatrices

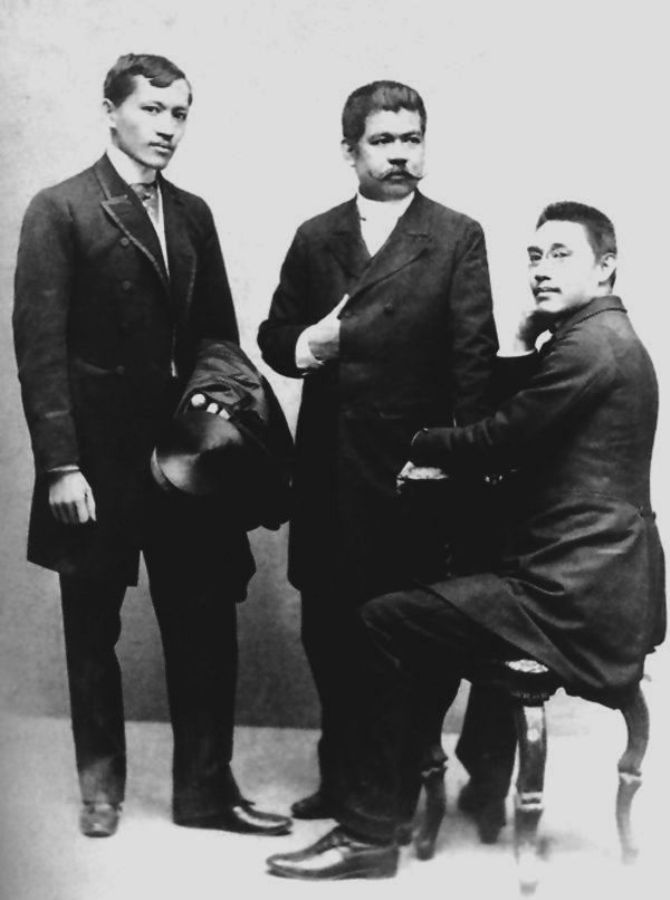
José Rizal, Marcelo H. del Pilar and Mariano Ponce (tous trois Propagandistes) en 1890.

L'exil de nombreux intellectuels en 1872 après la mutinerie de Cavite favorise d'autant plus l'émergence et la diffusion des idées réformatrices parmi les ilustrados, notamment durant la période allant de 1872 à 1892. Emblématique de ce phénomène, des ilustrados étudiants ou exilés en Europe fondent le Mouvement de propagande ou Propaganda vers 1880, qui vise initialement à réclamer plus d'égalité et de liberté pour les Philippins,. Les Propagandistes souhaitent par exemple une représentation philippine au parlement espagnol, la limitation du pouvoir des ordres religieux, la fin de toutes discriminations, la sécularisation de l'école, ou encore la liberté d'expression et de réunion,. De plus, le pouvoir des ordres religieux étant à bien des égards exorbitant, les Propagandistes rejoignent aussi les revendications du clergé philippin et appellent à une réelle séparation de l'Église et de l'État. Ils restent, cependant, du moins en apparence, attachés à l'Espagne et au catholicisme, ne prônant pas l'insurrection, mais plutôt des réformes pacifiques menées par les classes éduquées,,. Pour les Propagandistes, ces réformes sont nécessaires justement pour empêcher toute révolte armée, qu'ils prédisent inévitable si l'autoritarisme espagnol n'est pas aboli. Leur position sur l'indépendance est plus ambiguë, certain l'envisageant sur le long terme, ce qui n'est, évidemment, pas pour plaire aux élites espagnoles, même si là encore un processus légaliste et pacifique est privilégié.
Les principaux Propagandistes sont José Rizal, Marcelo H. del Pilar et Graciano López Jaena. Rizal d'abord, est un intellectuel, écrivain et médecin issu d'une riche famille mestizo. Arrivé en Europe en 1882 pour finir ses études, il se fait connaître parmi les communautés philippines du continent pour ses talents d'orateur. Fervent défenseur de l'égalité entre Espagnols et Philippins, il publie deux essais importants pour l'émergence d'un sentiment national : Noli Me Tangere en 1886 et El Filibusterismo en 1891. Il y décrit les abus des colons espagnols, notamment certains ordres religieux qui interdisent d'ailleurs la diffusion de ces ouvrages sur l'archipel. Rizal écrit également une histoire des Philippines en 1887 (Sucesos de las Islas Filipinas) qui promeut ouvertement l'héritage précolonial de l'archipel et une certaine fierté nationale. Graciano Lopez Jaena part lui aussi pour l'Espagne en 1879 pour achever ses études de médecine. Il y fonde avec d'autres étudiants La Solidaridad en 1889, un journal libéral qui critique ouvertement le modèle colonial en place, les ordres religieux et les injustices que subissent les Philippins. Marcelo del Pilar publie quant à lui de nombreux écrits contre l'Église et les colons, dont un essai intitulé La frailocracia filipina en 1889 qui prône pour une plus grande séparation de l'Église et de l'État et met en avant l'inefficacité des ordres religieux en matière politique et économique. Émigré en Europe par peur de représailles pour ses pamphlets, il y rachète La Solidaridad. Les écrits des Propagandistes tout comme La Solidaridad circulent parmi la bourgeoisie hispanophone aux Philippines, parfois clandestinement pour échapper au contrôle des ordres religieux.
En juin 1892, Rizal rentre aux Philippines, en partie à cause de menaces de représailles des Dominicains envers sa famille, mais aussi car il est convaincu que le mouvement réformiste ne peut plus être mené efficacement depuis l'étranger. Il rencontre à plusieurs reprises le gouverneur général Eulogio Despujol pour plaider la cause réformiste, rencontre de nombreux partisans, et fonde en juillet la Ligue philippine (Liga Filipina), un mouvement réformiste et non-violent,.

### Katipunan: vers l'insurrection

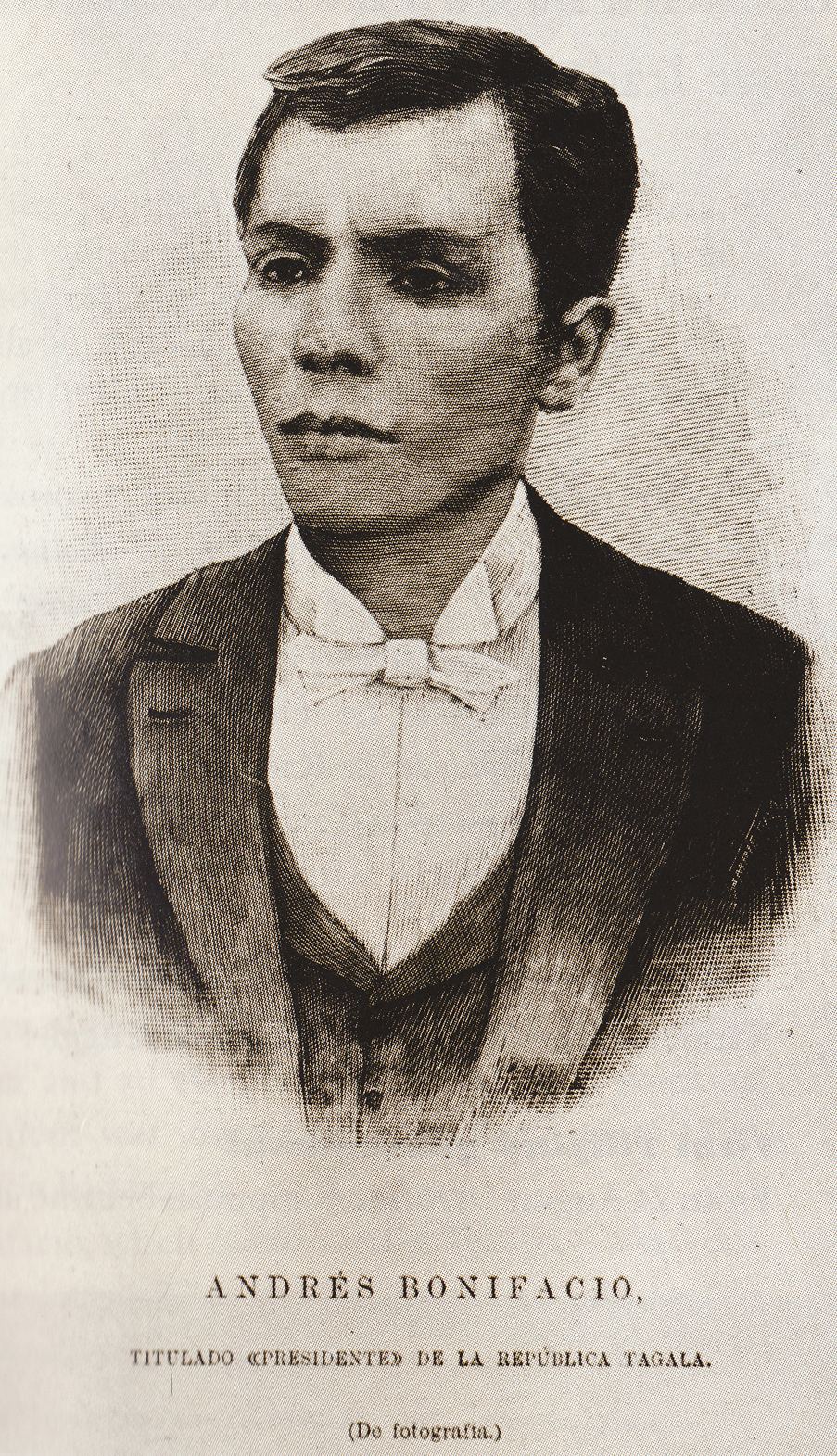
Andres Bonifacio, fondateur du Katipunan.

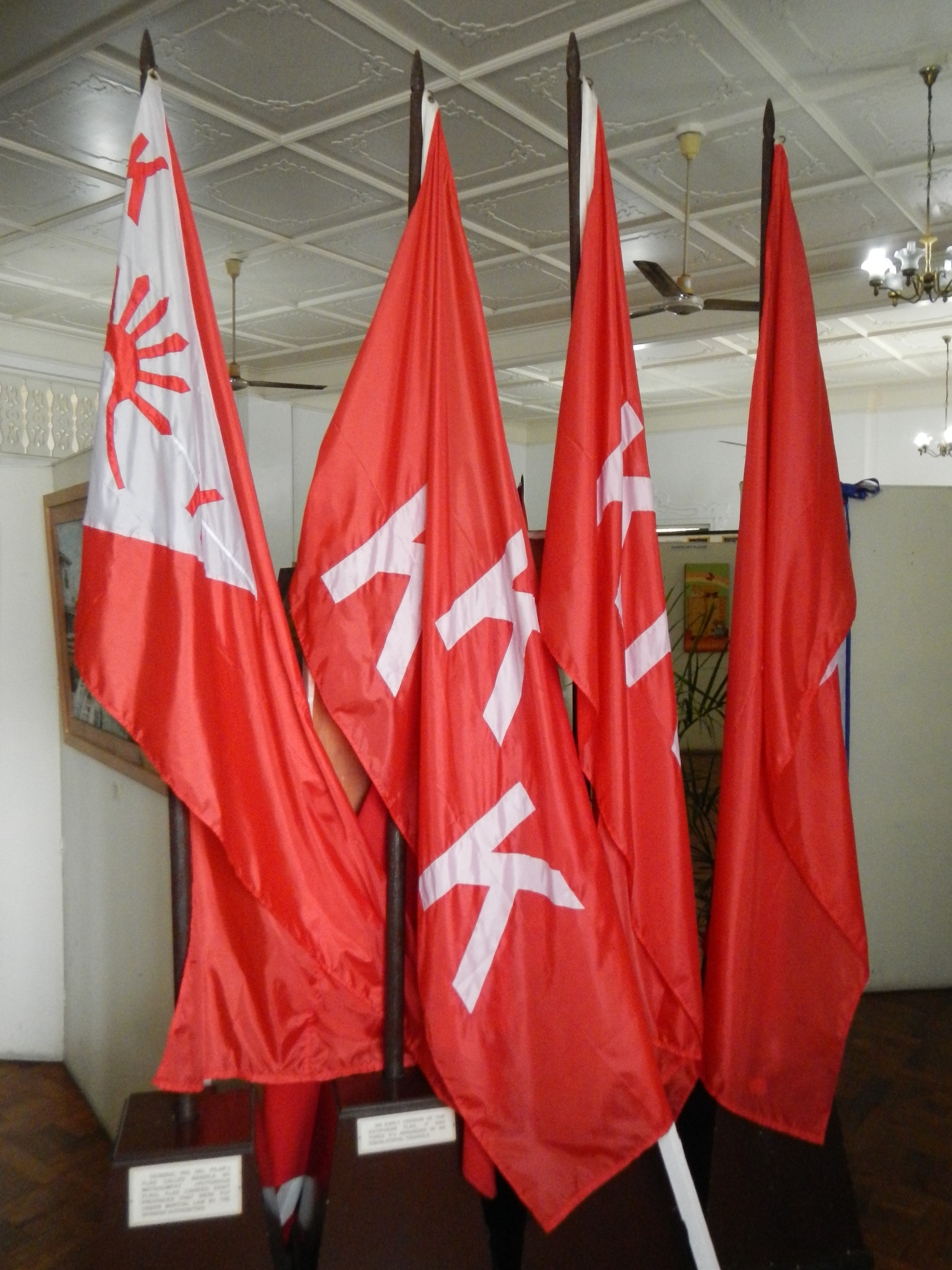
Drapeaux du Katipunan (dont les initiales sont K.K.K).

Réformistes et intellectuels, les Propagandistes et la Ligue philippine favorisent l'émergence d'un sentiment indépendantiste, voire national, mais se trouvent vite confrontés au pouvoir colonial sur le terrain. Les Espagnols, qui n'ignorent pas le développement d'idées anti-espagnoles, suivent en effet de près Rizal et toute personne qui l'approche après son retour aux Philippines. Rapidement, ils décident de l'exil de Rizal à Mindanao en juillet 1892, perquisitionnent les biens de plusieurs de ses partisans ou amis, et dissolvent la Ligue philippine en 1893. Cependant, à ce stade, les colons ne trouvent aucun indice indiquant l'imminence ou même la préparation d'une insurrection.
Ces représailles entraînent une radicalisation d'une partie des Philippins qui ne voit d'autres issues que l'indépendance pure et simple. Andres Bonifacio, un homme d'origine modeste qui a été membre de la Ligue Philippine, structure ce mouvement en créant le Katipunan (en forme longue, Kataas-taasan, Kagalang-galangang Katipunan ng mga Anak ng Bayan), une organisation secrète dont le but est d'obtenir non pas une simple réforme de l'administration coloniale, mais bel et bien l'indépendance,,. Le Katipunan s'inspire pour son organisation des loges maçonniques, dont plusieurs Propagandistes font partie, par exemple à travers la cooptation, les rangs hiérarchiques et le secret. Le mouvement se fait connaître notamment en publiant le Kalaayan, un journal clandestin,.
À l'aube de la révolution, quelque 30 000 Philippins sont membres de l'organisation, appartenant majoritairement aux classes moyennes ou populaires des provinces alentours de Manille, ce qui contraste avec les Propagandistes qui se définissent principalement par leur fort niveau d'instruction,,. La bourgeoisie méprise d'ailleurs plutôt le mouvement en raison de sa nature populaire et de ses positions antilibérales en économie. L'extension du Katipunan marque une évolution importante sur le chemin de la révolution, car au réformisme légaliste des Propagandistes succède désormais une véritable aspiration à l'indépendance par tous les moyens, la violence étant ouvertement envisagée. Il montre aussi l'existence d'un sentiment de révolte qui va au-delà du cercle restreint des intellectuels pour toucher une population plus large.

## Déroulement de la révolution

### 1896: Début de l'insurrection

#### Premiers affrontements
En juin 1896, le Katipunan prend contact avec le Japon afin d'obtenir des armes et munitions dans le but de se préparer à une possible insurrection. Toutefois, la révolte armée ne fait pas l'unanimité, si bien que les Espagnols sont mis au courant de la situation par des informateurs philippins. Le gouvernement général trouve des preuves de l'imminence du danger en perquisitionnant les bureaux du journal Diario de Manila (es), et réagit par diverses arrestations ainsi qu'en mobilisant ses troupes à Manille. Forcé de réagir plus tôt que prévu, le Katipunan se réunit le 22 août 1896 et décide du début de la révolution pour le 29 août avec une attaque — infructueuse — sur San Juan del Monte, même si quelques échauffourées éclatent quelques jours auparavant.
Globalement, le Katipunan est en 1896 divisé, peu préparé et mal équipé ; il n'y a pas de commandement unifié, les insurgés se battant généralement dans leur province respective,. Ils combattent principalement à l'arme blanche, n'ayant quasiment pas de fusils. Le groupe de Bonifacio est défait plusieurs fois aux alentours de Manille, tout comme celui de Mariano Llanera au nord à Bulacan et Nueva Ecija. Les seules victoires sont remportées à Cavite au sud de Manille, sous le commandement de Mariano Alvarez, Baldomero Aguinaldo et Emilio Aguinaldo, si bien que toute la province est contrôlée en novembre après la cuisante défaite espagnole à Binayayan,,. Cela permet une première expérience d'indépendance au niveau local.
Pour répondre à la révolte, le gouverneur général Ramón Blanco réclame des renforts à Madrid et place huit provinces du centre de Luzon gagnées par les troubles et placées sous loi martiale, y procédant notamment à de nombreuses arrestations. Cinq mille soldats arrivent de Madrid en renfort en octobre 1896. Dans le même temps, Blanco décide d'offrir l'amnistie aux insurgés qui se rendent, ce qui permet aussi aux Espagnols de glaner de nombreuses informations. Cette approche est perçue comme trop laxiste par une partie des colons, si bien que Madrid nomme en décembre 1896 un nouveau gouverneur général plus ferme en la personne de Camilo García de Polavieja.

#### Exécution de José Rizal

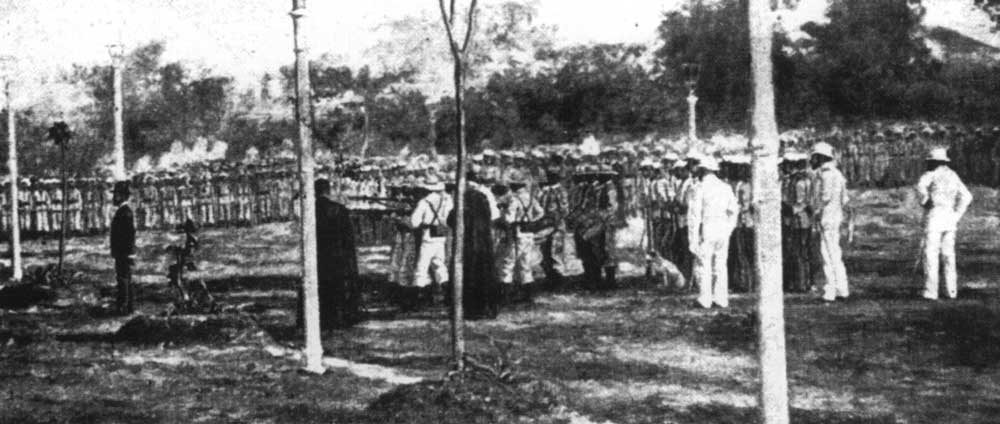
Exécution de José Rizal le 30 décembre 1896.

Au début de la révolution, José Rizal est toujours en exil à Mindanao, où il continue à croire en la possibilité d'une réforme de la colonie menée main dans la main par les Philippins et les Espagnols. Même s'il envisage l'indépendance dans ses écrits, il aspire à un processus légaliste et concerté, non au recours aux armes. Il ne tente donc pas de s'enfuir et s'enrôle même dans l'armée espagnole en tant que médecin de guerre, offrant d'être envoyé à Cuba où la révolte fait rage depuis 1895. Son départ pour Cuba correspondant plus ou moins avec l'éclatement de la révolution, il est finalement ramené sur l'archipel et emprisonné. Dans un simulacre de procès mené par les colons conservateurs, Rizal est condamné à mort et exécuté le 30 décembre 1896.
Bien que le Katipunan ait utilisé la figure de Rizal pour propager leurs idées, allant jusqu'à le nommer président d'honneur sans son accord, rien n'indique une quelconque implication de sa part dans l'insurrection armée, ce dernier étant exilé loin au sud à Mindanao et ayant refusé de rejoindre le Katipunan. Son exécution, probablement due à la volonté de fermeté de De Polavieja ainsi qu'à ses écrits anticoloniaux qui lui ont valu l'inimitié de nombreux Espagnols, est considérée comme une erreur politique par les historiens. En effet, par l'impact de ses écrits et son charisme, Rizal apparaît comme un symbole du mouvement indépendantiste aux yeux d'une partie du peuple, et devient instantanément un martyr à sa mort, un héros national encore célébré comme tel de nos jours. Son exécution n'a donc d'autres effets que d'attiser la révolution, tout en privant les Espagnols d'une voix somme toute modérée au sein de l'opposition, Rizal n'ayant jamais appelé ouvertement à l'action armée,.

### 1897: Divisions au sein de l'insurrection et négociation de paix

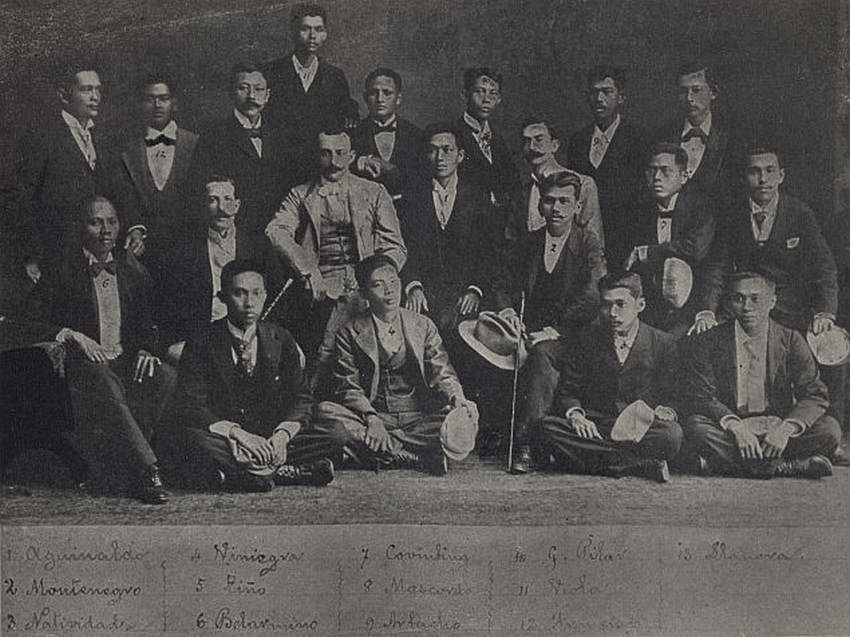
Meneurs du Katipunan fin 1897, après la signature du pacte de Biak-na-Bato. Emilio Aguinaldo se trouve en haut à gauche.

Début 1897, une contestation apparaît au sein du Katipunan contre Bonifacio, menée par Emilio Aguinaldo, un notable de Cavite,. Les raisons avancées par les historiens sont nombreuses : rivalités entre différentes factions du Katipunan, défaites militaires de Bonifacio, divergences quant à l'organisation du mouvement, oppositions régionales (Bonifacio étant de Manille et Aguinaldo de Cavite), conflit de classes (Bonifacio est d'extraction modeste, Aguinaldo un bourgeois), ou simplement l'ambition d'Aguinaldo,,. En mars 1897, un conseil révolutionnaire est réuni à Tejeros pour trancher la question du gouvernement révolutionnaire. Un vote promeut Aguinaldo à la tête de l'organisation. Bonifacio et ses soutiens n'acceptent pas ce résultat et établissent un gouvernement révolutionnaire alternatif. Des violences éclatent entre les deux fractions, jusqu'à l'arrestation de Bonifacio qui est exécuté le 10 mai 1897, laissant le Katipunan aux mains d'Aguinaldo. Ce dernier tente d'améliorer la structure du mouvement, en centralisant son commandement et en instaurant une hiérarchie militaire.
Du côté espagnol, 30 000 soldats arrivent en renfort fin 1896 et début 1897, avec l'objectif de reprendre la province de Cavite. Bénéficiant tant de ces renforts que des divisions au sein du Katipunan, les Espagnols lancent la reconquête de Cavite en février et en regagnent progressivement le contrôle grâce à une victoire décisive à Perez Dasmariñas en mars 1897,,. Ils poursuivent leur effort dans le centre de Luzon, gagnant de nouveau à Montalban en août et forçant les insurgés à se replier dans les provinces de Bulacan et Nueva Ecija, notamment dans la région montagneuse de Biak-na-bato où la guérilla se poursuit. Globalement, en 1897, la plupart des batailles tournent à l'avantage des colons, mais le contingent espagnol n'est pas suffisant pour réduire complètement la guérilla.
En avril 1897, un nouveau gouverneur général est nommé, Miguel Primo de Rivera. Vers août-septembre 1897, la nécessité de pourparlers devient évidente pour les deux camps et un accord est trouvé en décembre avec le pacte de Biak-na-Bato. L'accord prévoit l'exil des meneurs du Katipunan, dont Aguinaldo qui part pour Hong Kong, l'amnistie pour les insurgés, la remise de leurs armes, et le paiement de 800 000 pesos à Aguinaldo,. Les raisons ayant poussé les deux camps à parlementer sont multiples. Du côté espagnol, il apparaît clair que mettre fin à la révolte demanderait un engagement bien plus important de la part de Madrid, les troupes espagnoles étant trop peu nombreuses pour contrôler tout l'archipel et peu adaptée aux tactiques de guérilla,. De plus, un retour au calme aux Philippines permettrait de se reconcentrer sur la crise cubaine. Du côté du Katipunan, l'enlisement de la situation sur le terrain et les défaites de 1897, notamment à Cavite, rendent ténu l'espoir de détruire l'armée espagnole, ; de plus, l'exécution de Bonifacio a démoralisé de nombreux combattants. Le pacte de Biak-na-Bato apparaît cependant à l'avantage des Espagnols : l'insurrection est largement stoppée et se trouve amputée de ses meneurs et d'une bonne partie de ses moyens. La situation dans les provinces est incertaine, mais les grandes villes et les infrastructures économiques sont alors sous contrôle espagnol.

### 1898: entrée en guerre des États-Unis et fin de la révolution

#### Guerre hispano-américaine et déclaration d'indépendance

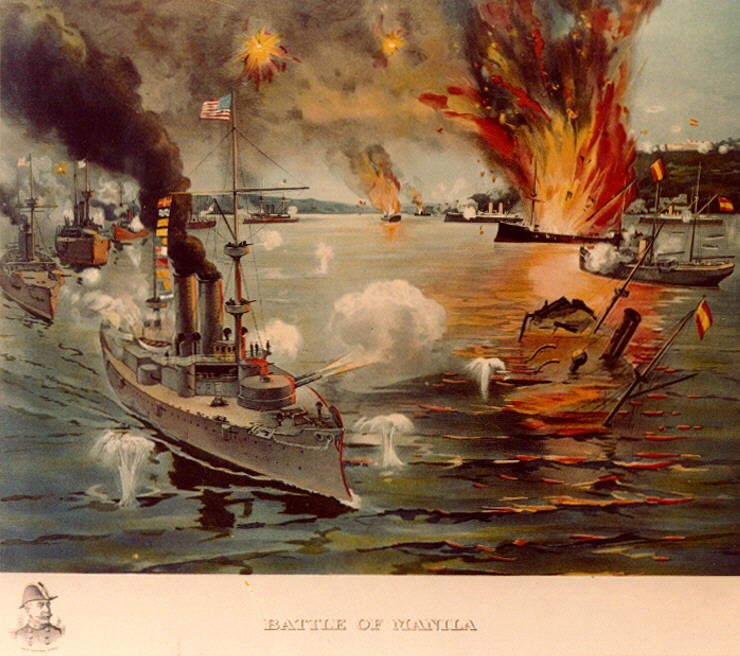
Lithographie de la bataille de la baie de Manille.

Si certains révolutionnaires n'acceptent pas le pacte de Biak-na-Bato et continuent la guérilla armée, le sort de la révolution prend un tournant décisif avec l'engagement des États-Unis d'Amérique dans le conflit. Inquiets de l'insurrection à Cuba contre les colons espagnols qui dure depuis 1895, notamment pour le commerce, les Américains déclarent officiellement la guerre à l'Espagne le 25 avril 1898. C'est le début de la guerre hispano-américaine. Dans ce contexte, le secrétaire à la Marine, Theodore Roosevelt, donne l'ordre au commodore George Dewey de réduire la flotte espagnole en Asie basée à Manille, afin de se prémunir contre toute attaque sur la côte Pacifique. La bataille qui s'ensuit le 1er mai 1898 dans la baie de Manille est une défaite cuisante pour la marine espagnole. Vétuste et mal préparée, elle n'oppose qu'une maigre résistance aux bâtiments américains modernes. Les États-Unis sont de plus largement au courant des effectifs et préparatifs — ou plutôt du manque de préparatifs — de leur adversaire par l'entremise des insurgés philippins. Le 2 mai, Dewey débarque à Cavite pour y détruire l'arsenal et les batteries terrestres.

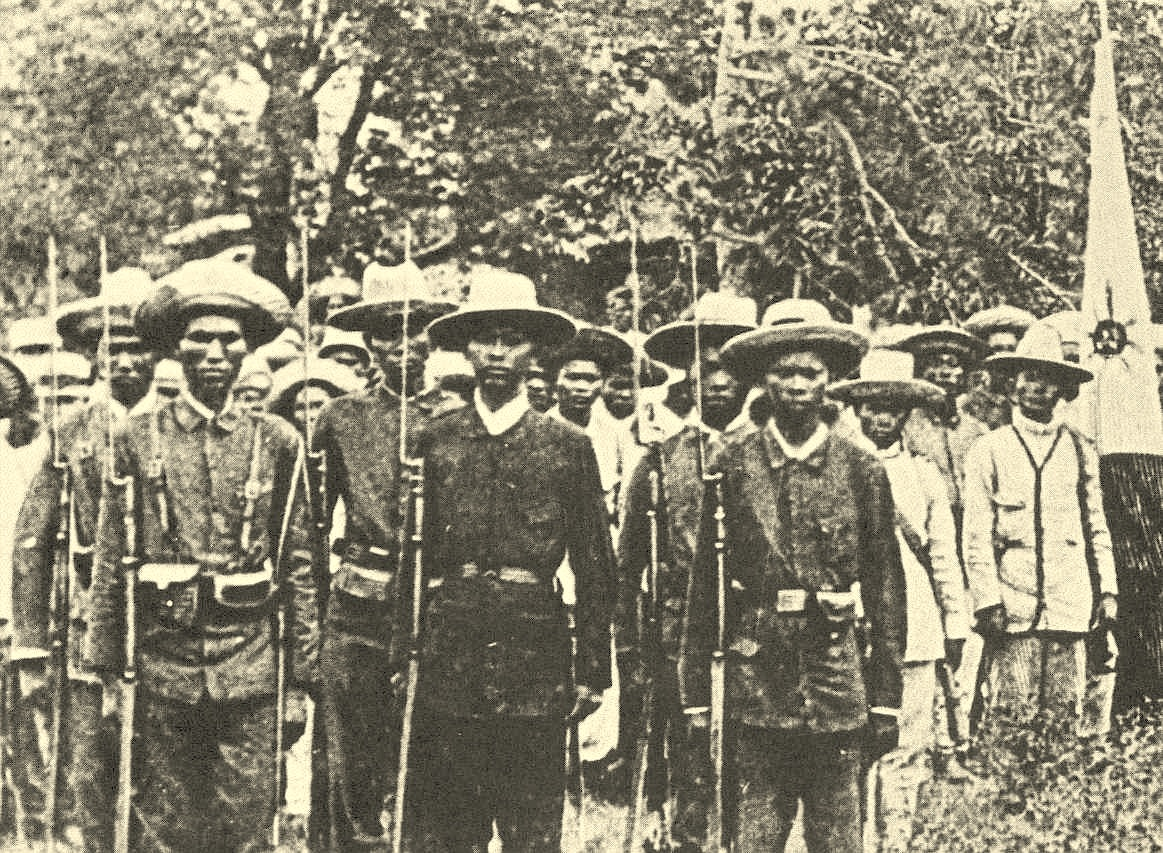
Soldats philippins en 1898.

Aguinaldo, qui était en contact avec les Américains, revient à leur demande sur l'archipel le 19 mai 1898 pour reprendre la révolution armée,. Il revient avec 2 000 fusils achetés à Hong Kong, et en achète 2000 de plus en juin ; s'y ajoutent les armes des déserteurs philippins qui combattaient dans l'armée espagnole. La donne a désormais changé, les hommes d'Aguinaldo étant mieux armés, plus expérimentés et mieux encadrés par leurs meneurs. Ils remportent une première victoire à la bataille d'Alapan le 28 mai et reprennent la province de Cavite le 31 mai. En un mois, ils contrôlent l'essentiel de Luzon et environ douze mille Philippins assiègent les troupes espagnoles — quelque 20 000 hommes — retranchées dans Manille,. En août, le nord de Luzon (Ilocos) est conquis. La situation des colons est alors critique, car aucun renfort n'est envisageable, la guerre à Cuba monopolisant les ressources du Royaume.
Aguinaldo ne tarde pas à proclamer un nouveau gouvernement révolutionnaire qui déclare l'indépendance des Philippines le 12 juin 1898, sur le modèle de la déclaration d'indépendance américaine. Trois siècles de présence espagnole sur l'archipel semblent sur le point de s'achever.

#### Prise de Manille
Après la victoire de Dewey dans la baie de Manille, l'administration américaine s'interroge sur la suite, mais prend d'ores et déjà ses distances avec Aguinaldo, refusant de soutenir officiellement la déclaration d'indépendance. Les États-Unis doivent aussi composer avec d'autres puissances coloniales qui ont des intérêts dans la région, l'Allemagne notamment qui dépêche une flotte de huit navires aux Philippines afin de se tenir prête à toute opportunité de conquête. De nouvelles troupes sont dépêchées sur l'archipel, augmentant le contingent américain à environ 10 000 hommes.
La situation prend un tour inattendu à Manille. En effet, Dewey négocie en secret la reddition de la ville avec le nouveau gouverneur général Fermín Jáudenes, par l'entremise de l'Angleterre et de la Belgique.  Pour les Américains, tenir la capitale est un objectif militaire prioritaire, tandis que pour les Espagnols, persuadés de leur inéluctable défaite, il s'agit surtout de ne pas se rendre aux insurgés philippins par peur de représailles ou massacre,. Le 13 août 1898, un accord est conclu et les Espagnols se rendent après un simulacre de combat afin de préserver leur honneur. Les États-Unis, en retour, occupent la ville et interdisent formellement aux troupes d'Aguinaldo d'y pénétrer, à leur grande frustration. La relation continue à se détériorer entre les Américains et les Philippins, ces derniers craignant désormais que la présence des États-Unis ne soit partie pour durer.

#### Extension de la révolution dans l'archipel

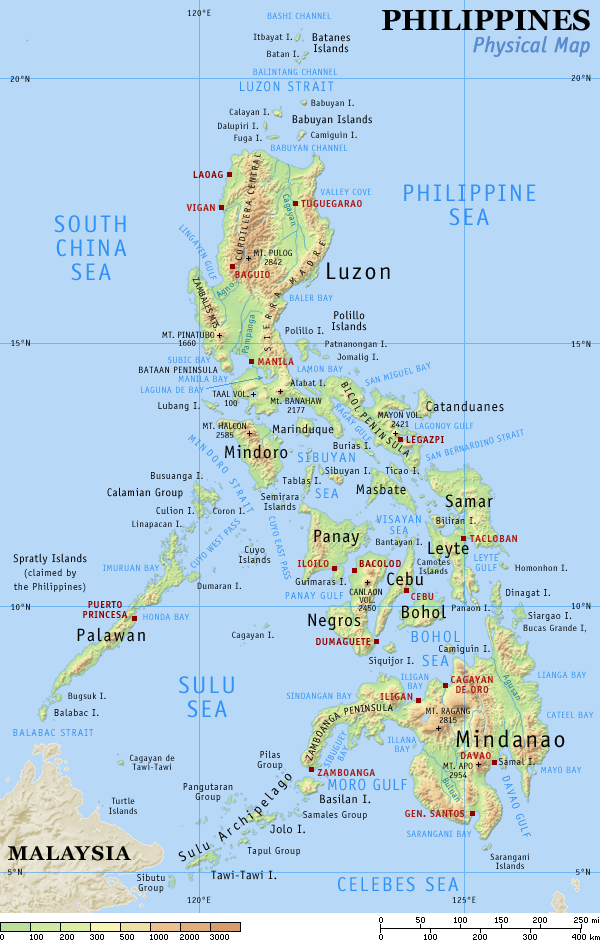
Carte des Philippines.

Jusqu'alors principalement réduite à Luzon, la grande île du nord des Philippines où se trouve Manille, la révolution se répand en 1898 dans la partie centrale de l'archipel, les Visayas, ainsi que l'île de Mindanao au sud.

##### Visayas
La révolte arrive dès le 3 avril 1898 à Cebu avec un affrontement entre Philippins, menés par Pantaleon Villegas (aussi appelé Leon Kilat), et des soldats espagnols, qui sont obligés de se replier au fort San Pedro où ils sont assiégés par quelque cinq mille insurgés. Le 7 avril, des renforts espagnols arrivent par voie de mer et reprennent rapidement le contrôle de la ville, au prix de nombreuses morts du côté des insurgés. Sur Panay, les troubles débutent en août 1898.
Après la chute de Manille le 13 août 1898, le gouvernement colonial se retranche à Iloilo sur l'île de Panay. Une assemblée y est prévue le 15 novembre dans le but d'obtenir le plus large soutien possible de la part des populations, et des représentants sont appelés de toutes les parties des Visayas. Cependant, cela donne en réalité tout loisir aux élites locales de se réunir librement pour discuter secrètement de la révolte. Le gouvernement révolutionnaire des Visayas est établi à Santa Barbara (Iloilo) le 17 novembre 1898, présidé par Roque Lopez. En décembre, Cebu et Iloilo, deux des principales villes des Visayas, sont assiégés par les révolutionnaires et se rendent respectivement le 24 et le 25 décembre.
Sur l'île de Negros, la situation reste calme jusqu'en 1898, même si les intellectuels locaux discutent et se tiennent prêts à la révolte, comme Juan Araneta, Aniceto Lacson ou Diego de la Viña. La rumeur de la propagation de la révolution dans les Visayas pousse ces derniers à agir. Les 5 et 6 novembre, Juan Araneta, qui commande la révolution dans la partie ouest de Negros, s'empare de Bacolod, la capitale de Negros occidental. Dans la partie orientale, Diego de la Viña prend immédiatement contact avec Araneta, qui le nomme commandant de la révolution à l'est avec la bénédiction du Katipunan. Il réunit le plus d'hommes et d'armes possibles et marche sur Dumaguete, capitale de la province, où les Espagnols se sont retranchés. Ces derniers toutefois, conscients du large surnombre des insurgés, fuient la ville par voie de mer les 22 et 23 novembre. Contrairement au reste de l'archipel, la révolution est donc menée par les ilustrados à Negros. Un gouvernement local est mis en place sur l'île, sous la forme de la république de Negros, et une assemblée constituante est réunie,.
À Leyte et Samar, la révolution n'est pas menée par des meneurs locaux, mais directement par le Katipunan. Les Espagnols évacuent Samar en décembre 1898 sans qu'il n'y ait eu de réel combat, laissant la main au gouvernement révolutionnaire.

##### Mindanao
À Mindanao, la principale île du sud, l'éloignement conduit généralement à une relative indifférence des événements de la capitale. Seul événement marquant, un mois après le début de la révolution en 1896, quelque trois cents prisonniers se rebellent à Iligan, tuent leurs gardes et se réfugient dans les montagnes, menant apparemment quelques actions de guérilla. Il n'existe cependant que peu d'information sur les faits et geste de ces fugitifs, et globalement la population n'est guère affectée par les troubles du nord en 1896 et 1897. En 1898, après la défaite espagnole à Manille, Prudencio Garcia, un mestizo philippino-espagnol aisé, s'empare de la tête du gouvernement local à Baganga au sud, aidé par quelques partisans. Il semble que, en raison de l'insurrection au nord, les colons augmentent les taxes pour l'année 1898, ce qui motive le ralliement de la population locale à Garcia. Le coup de force de Garcia ne rencontre pas d'opposition espagnole, car dès le début de l'insurrection en 1896, les colons avaient déjà transféré l'essentiel de leurs troupes de Mindanao vers Luzon,,,.
En janvier 1899, deux frères de Mindanao exilés à Luzon, Simon et Wenceslao González, arrivent à Surigao apparemment avec la mission de gouverner l'île au nom du gouvernement d'Aguinaldo. Ils y prennent le commandement militaire, confisquent les biens du clergé et arrêtent plusieurs prêtres. Il semble qu'ils s'aliènent rapidement la population par leur autoritarisme et leur persécution des prêtres, et Garcia est appelé pour arbitrer la situation. Soldats et notables se rallient à lui, les González étant alors arrêtés en mars 1899 et exécutés en avril. Garcia prend donc la tête du gouvernement révolutionnaire au nord-est de Mindanao, mais au sud-est, le retrait espagnol en janvier 1899 plonge tout d'abord la ville de Davao dans l'anarchie, avant que le jésuite Saturnino Urios ne parvienne à rétablir l'ordre. Toutefois, en raison de l'incertitude qui règne, les Jésuites quittent Davao le 9 mars 1899, puis en avril les derniers Espagnols quittent l'île.
La partie occidentale de Mindanao, ainsi que l'archipel de Sulu, est habitée par des populations musulmanes et la domination espagnole sur cette partie est plus théorique que pratique,. Les Espagnols quittent définitivement leurs dernières places fortes à Sulu le 18 mai 1899. Les insurgés philippins tentent quant à eux de prendre contact avec les dirigeants musulmans, sans aucun succès,.

### Épilogue: Première République et guerre américano-philippine

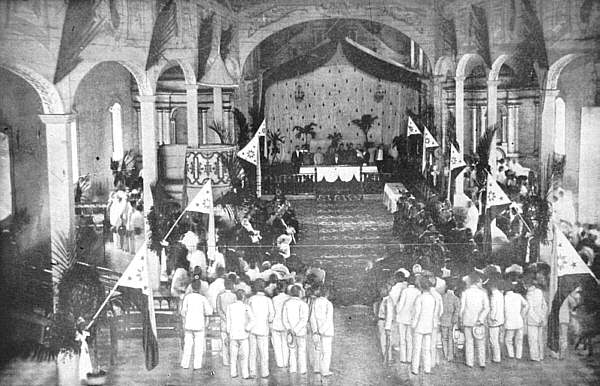
Congrès de Malolos en 1898.

Après la perte de Manille et la déclaration d'indépendance, la situation évolue désormais principalement sur le terrain politique. Du côté philippin, Aguinaldo réunit à partir du 15 septembre 1898 un congrès à Malolos, non loin au nord de Manille, afin de doter les Philippines d'une constitution et d'institutions modernes. Le congrès s'inspire des constitutions européennes et sud-américaines, ainsi que des écrits du Philippin Apolinario Mabini, un des principaux penseurs de la révolution au sein du Katipunan,. Approuvée le 29 novembre, la constitution est promulguée le 21 janvier 1899, reprenant globalement les concepts démocratiques européens, et Aguinaldo devient le président de la Première République des Philippines,. Le congrès met aussi en place des écoles et académies, crée un budget et une nouvelle monnaie, ainsi qu'une armée régulière. Cette république n'est pas admise partout sur l'archipel, n'est pas reconnue par les musulmans de Mindanao et Sulu, et est confrontée à des mouvements d'inspiration plus fédérale dans les Visayas à Panay et Negros.
Du côté américain, la guerre contre l'Espagne tourne à leur avantage sur tous les théâtres d'opérations. Les Espagnols sont forcés de signer le traité de Paris le 10 décembre 1898 qui stipule notamment la cession de leurs colonies des Philippines, de Porto Rico et de Guam aux États-Unis. Naturellement, la nouvelle crée un tollé sur l'archipel tout autant qu'elle surprend : jusqu'ici, les philippins considéraient toujours les Américains comme des alliés, et pensaient que leurs efforts pour instaurer un État démocratique seraient internationalement reconnus,. Les tensions entre troupes américaines et philippines montent d'un cran, notamment à Manille et Iloilo. Le président William McKinley proclame l'intention des États-Unis d'administrer les Philippines.
La guerre entre la jeune République des Philippines et les États-Unis apparaît dès lors comme inévitable, les premiers refusant un nouveau maître étranger, les seconds ne souhaitant pas renoncer à leur nouvelle colonie. Le conflit éclate le 4 février 1899 avec la mort de trois soldats philippins dans un accrochage près de Manille, et dure plus de deux ans. Les États-Unis, grâce à leur meilleur équipement et un investissement massif, plus de cent mille soldats étant déployés aux Philippines, remportent la victoire et le président Aguinaldo se rend en 1901. La résistance armée se poursuit toutefois jusqu'en 1903 sur l'archipel, et même jusqu'en 1914 dans la partie musulmane au sud. Ainsi, l'éphémère Première République des Philippines ne subsiste que deux ans.

## Conséquences de la révolution

### Pour les Philippines
La révolution aboutit à la formation de la Première République des Philippines, un système politique démocratique, d'inspiration libérale, et conférant un fort pouvoir à la bourgeoisie. Les États-Unis vont eux aussi fortement s'appuyer sur les élites pour s'assurer de leur mainmise sur la colonie. Ainsi, la révolution philippine initie en quelque sorte la prise progressive du pouvoir politique par la bourgeoisie. La révolution n'apporte in fine pas de changement social majeur au sein de la population, les divisions économico-sociales qui existent dans la colonie perdurant. La République de 1898 est ainsi largement gouvernée par les élites qui appellent très vite les populations au calme et au retour à la vie quotidienne. Les masses populaires sont alors trop divisées pour peser sur le processus politique.
Historiquement, la révolution est de nos jours perçue comme un élément fondateur de la nation philippine, un sentiment national émergeant de fait parmi les ilustrados dans les décennies précédant la révolution,,. Les historiens modernes relativisent cette théorie, car la population reste en 1898 peu unifiée, avec des différences historiques, géographiques, et linguistiques, et est globalement étrangère à la notion européenne de nation,,,,,,,. Historiquement, la nation philippine n'est donc que naissante au lendemain de la révolution, et les Américains vont paradoxalement contribuer à son développement en poursuivant l'unification opérée par les Espagnols.
L'Église catholique a été fortement critiquée par les réformateurs et les révolutionnaires pour son implication dans la gouvernance de la colonie bien avant l'éclatement de l'insurrection. Après la révolution, la séparation de l'Église et de l'État est instaurée dès la constitution de la Première République, puis confirmée par l'administration américaine. Le clergé est aussi menacé par un schisme au sein de l'archipel menant à la création de l'Église indépendante des Philippines en 1902, ainsi que par l'arrivée de missionnaires protestants dans le sillage américain. Toutefois, le catholicisme retrouve vite sa prévalence, l'Église comptant 83,5 % de fidèles dans la population en 1918, ce qui peut s'expliquer par plusieurs facteurs : l'ancrage profond du catholicisme résultant de trois siècles de colonisation, la fin du pouvoir contesté des ordres religieux, l'arrivée de nouveaux missionnaires et une refondation de l'organisation religieuse locale,.

### Pour l'Espagne
Dans l'histoire de l'Espagne, l'indépendance des Philippines s'inscrit dans le contexte plus large de la défaite dans la guerre hispano-américaine, qui parachève le délitement de son empire colonial, dont il ne reste que quelques îles éparses et possessions mineures en Afrique. En Espagne, 1898 est synonyme de désastre, et un débat important s'instaure dans la presse, la classe politique et la population sur la place du pays dans le monde ainsi que sur les moyens d'échapper à la marginalisation.

### Pour les États-Unis

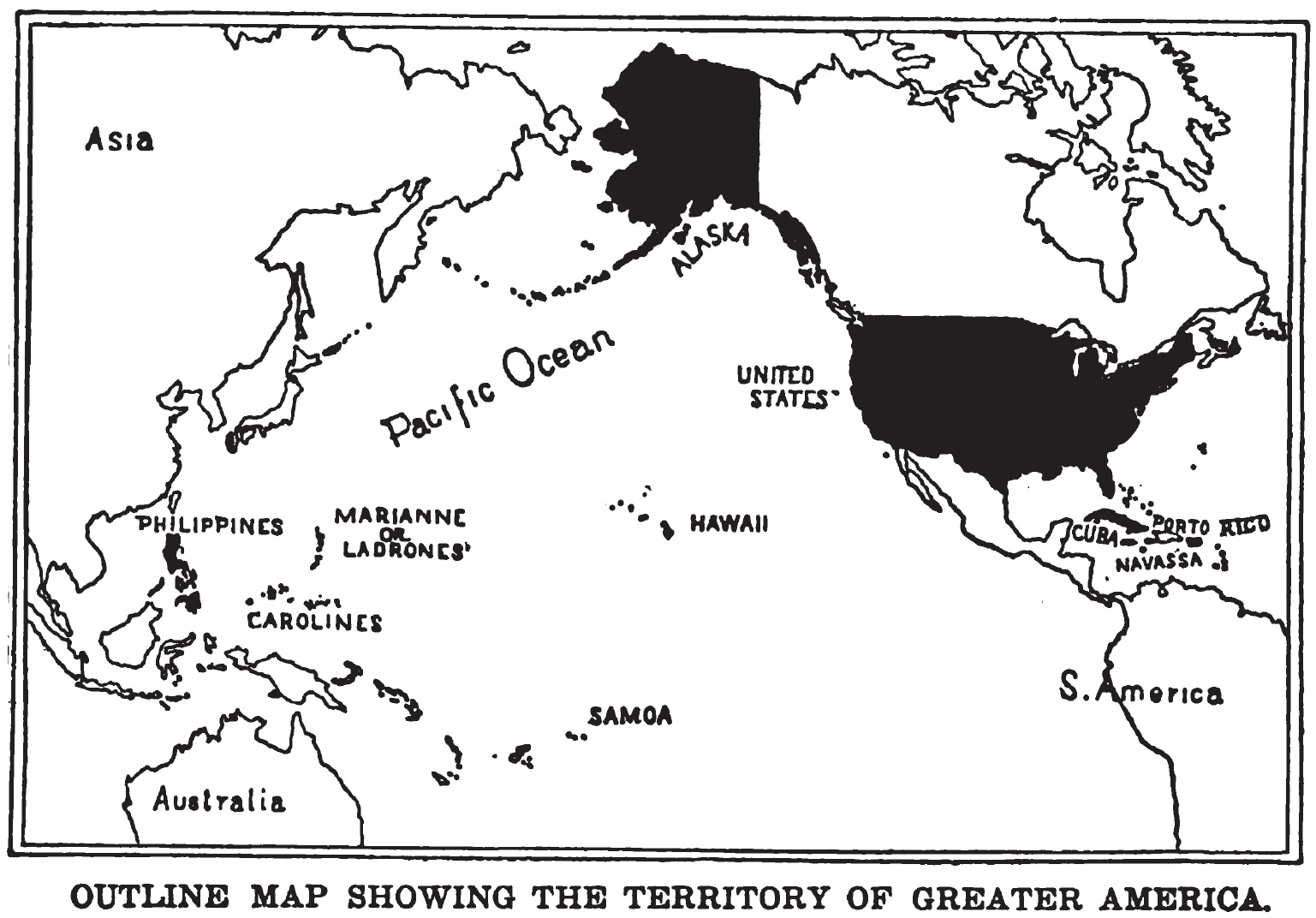
Carte de l'expansion outre-mer des États-Unis en 1899.

La prise de contrôle des Philippines suscite un important débat dans la classe politique américaine. Les partisans de la colonisation, incluant le président William McKinley, avancent comme justification la « mission civilisatrice » de l'Amérique dont la « Destinée manifeste » est de répandre la démocratie ; l'idée que les Philippins sont « inaptes à se gouverner » ; la position avantageuse de l'archipel pour le commerce avec la Chine ; et enfin la crainte que les Philippines ne tombent entre d'autres mains,. Les historiens mettent de plus en avant l'aspiration à un empire colonial dont les États-Unis étaient dépourvus, contrairement aux puissances européennes, ainsi que l'expansionnisme qui a forgé le pays à travers la conquête de l'Ouest. Enfin, McKinley pense pouvoir tirer un profit électoral de la colonisation, l'opinion publique supportant en majorité cette ligne. Les opposants, dont la Ligue anti-impérialiste, objectent sur le coût de la colonisation pour des bénéfices incertains, la compétition entre travailleurs des colonies et du pays, le risque de guerres coloniales, la violation des valeurs démocratiques et chrétiennes,. Des opposants avancent eux aussi des arguments racistes, percevant les Philippins comme un peuple inapte à la démocratie et craignant qu'ils ne puissent devenir citoyens américains,. Le déclenchement de la guerre américano-philippine, qui survient avant la ratification du traité de Paris par le Congrès, rallie finalement les parlementaires à la position colonialiste, l'union sacrée prévalant en temps de guerre,.
Historiquement, les États-Unis se retrouvent pour la première fois à la tête d'un empire colonial, acquis au prix d'une guerre sanglante (16 000 soldats philippins meurent ainsi qu'environ cent mille civils). En conséquence, les États-Unis doivent concevoir une doctrine coloniale qui se veut différente de celle de l'Espagne, étant axée sur le développement d'institutions fonctionnelles et la participation progressive de la bourgeoisie philippine à l'exercice du pouvoir. Il en résulte une sorte de « tutelle démocratique » visant à faire des Philippines un pays à l'image des États-Unis et qui aboutit à l'indépendance en 1946 d'un commun accord. Pour les historiens, il s'agit donc d'un épisode ambivalent de l'histoire américaine, alliant violation des droits du peuple philippin et guerre coloniale brutale, mais aussi exercice réel de démocratisation,,.
La victoire contre l'Espagne et la colonisation des Philippines marquent plus généralement l'entrée des États-Unis parmi les grandes puissances mondiales,,. De plus, le pays se tourne résolument vers le Pacifique pour y étendre son influence, en plus de la zone atlantique, notamment pour profiter du commerce avec la Chine,. Historiquement, le temps des guerres de frontières est révolu, le pays passant à l'impérialisme et s'immisçant dans les affaires du monde. L'armée, qui était jusque-là avant tout une armée d'extension et de protection des frontières, connaît une évolution similaire, avec une restructuration et une professionnalisation accélérée.

### Réactions dans le monde
Les pays ayant des intérêts dans la région de l'Asie du Sud-Est restent tous officiellement neutres durant l'affrontement entre les Espagnols et les États-Unis. Cette neutralité de façade cache des divergences entre puissances coloniales européennes. En Allemagne, le kaiser Guillaume II, qui ambitionne de concurrencer le Royaume-Uni sur le terrain colonial et espère pouvoir se saisir des Philippines, voit d'un mauvais œil l'intervention des États-Unis et tente de fédérer un front anti-américain en Europe. Toutefois, le Royaume-Uni s'oppose aux vues allemandes et fait échouer toute idée d'implication européenne unie. En réalité, les Anglais souhaitent un rapprochement avec les États-Unis et les poussent à garder le contrôle des Philippines après le conflit. La France, au départ critique de l'intervention américaine contre l'Espagne, notamment les socialistes, choisit également la neutralité et rejette la demande d'assistance espagnole. C'est elle qui sert d'intermédiaire pour les discussions de paix, si bien que le traité mettant fin à la guerre hispano-américaine est signé à Paris.
En Asie, la Chine et le Japon restent également neutres. Le Japon rejette la demande d'assistance des révolutionnaires philippins après l'entrée en guerre américaine, mais envisage, à l'instar des Allemands, de saisir les Philippines pour étendre son empire colonial naissant au cas où les Américains décideraient de se retirer.

## Société dans la révolution

### Rôle des femmes

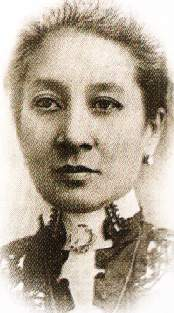
Marcela Agoncillo, qui a tissé le tout premier drapeau philippin.

Jusque dans les années 1990, le rôle des femmes dans la révolution est souvent minoré voire occulté, étant décrit comme un rôle d'auxiliaire ou de soutien. Cela peut s'expliquer par la place des femmes dans les Philippines à la fin du XIXe siècle, mais aussi par des biais associant typiquement la guerre et la révolution aux hommes. Naturellement, les femmes ont pleinement joué leur rôle dans les événements de 1896-1898, en tant que messagères, infirmières, gardes, espionnes, ravitailleuses, tacticiennes, etc., et même soldates, bien que leur engagement au combat était découragé, ce qui peut expliquer en partie la minoration de leur apport.
Dans ce contexte, les femmes populairement consacrées comme des héroïnes de la révolution l'ont été avant tout pour leur rôle de soutien ou de mères. C'est le cas de Teodora Alonso, mère de Rizal ; de Melchora Aquino, surnommée la « mère de la révolution » pour avoir logé, nourri et soigné des insurgés ; de Marcela Agoncillo, reconnue pour avoir tissé le premier drapeau philippin ; Hilaria Aguinaldo, la femme d'Emilio Aguinaldo, qui coordonne l'action humanitaire depuis Malolos. Exceptions à la règle, quelques femmes sont célébrées pour leur implication politique comme Gregoria de Jesús, créatrice de la section féminine et vice-présidente du Katipunan, et pour leur implication militaire, comme Trinidad Perez Tecson, qui prend part à de nombreuses batailles ainsi que des raids pour voler armes et approvisionnements, ou Teresa Magbanua, surnommée la « Jeanne d'Arc des Visayas », qui commande un bataillon dans le centre du pays et remporte plusieurs victoires, montrant ses aptitudes de chef militaire.
Le Katipunan comprend la nécessité de gagner les femmes à la cause de la révolution et Gregoria de Jesús crée une section féminine en son sein dès 1893. Il existe aussi des loges maçonniques féminines à Manille au sein desquelles les idées indépendantistes sont discutées, à l'instar des loges masculines.

### Communauté chinoise
La présence chinoise aux Philippines est très ancienne, et sa présence plus importante que celle des Espagnols. Ils constituent une catégorie plutôt aisée de la population, prospérant par le commerce. Longtemps contraints par les Espagnols à résider à Manille, les Chinois peuvent à partir des années 1830 étendre leur commerce aux provinces à l'aune du développement économique, ce qui conduit à une forte immigration en provenance de Chine. Durant la révolution, les Chinois résidents dans les provinces se replient sur Manille pour éviter les violences.

## Influences culturelles et symboles

Drapeau des Philippines.

La fête nationale des Philippines, célébrée le 12 juin, commémore la déclaration d'indépendance du 12 juin 1898. L'actuel drapeau philippin a été conçu par Emilio Aguinaldo en 1897, durant la révolution ; le soleil stylisé d'or à huit rayons qui y figurent représente d'ailleurs les huit premières provinces mises sous la loi martiale par les colonisateurs.

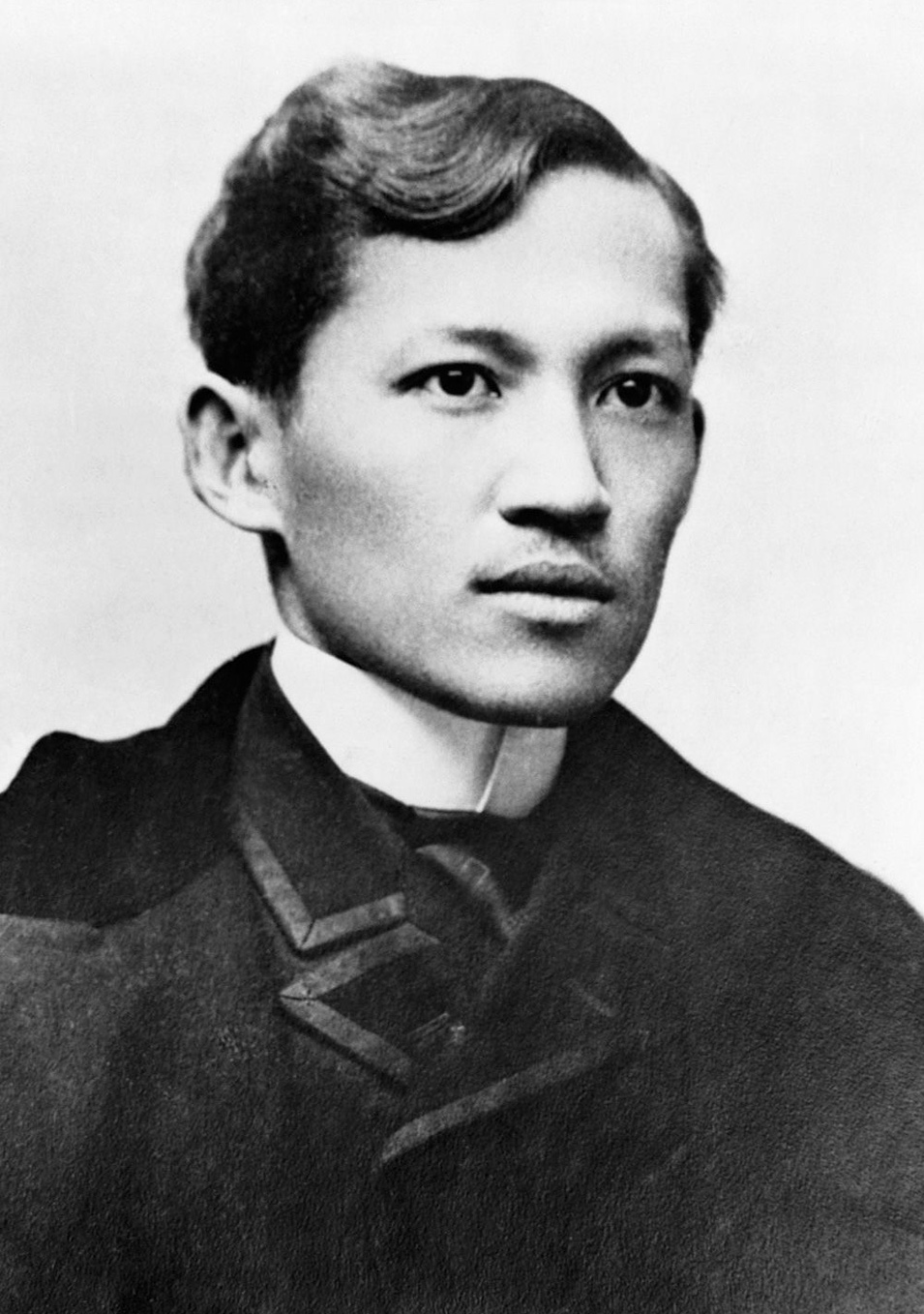
José Rizal, propagandiste et fondateur de la Ligue philippine.

Dans le roman historique des Philippines, plusieurs protagonistes de la révolution sont désormais considérés comme des « héros nationaux ». José Rizal apparaît sans doute comme le premier d'entre eux. Son talent oratoire et littéraire tout autant que son exécution ont contribué à faire de lui un martyr et un symbole de la révolution. Mais c'est aussi en raison de cette quasi-mythification de Rizal, aussi utilisée à des fins politiques par le Katipunan, puis de façon posthume pour renforcer le sentiment national, faisant de Rizal le Philippin le plus célébré et le plus étudié de l'histoire ; les autorités américaines se servent aussi de sa figure pacifiste,. Pour toutes ces raisons, les historiens soulignent l'importance de dissocier le symbole de l'homme. En effet, Rizal n'a pas joué de rôle significatif dans l'insurrection et n'était certainement pas un nationaliste au sens du XXe siècle, son apport historique devant se chercher dans sa défense des droits des Philippins, de l'instruction pour le plus grand nombre et des valeurs démocratiques. Andres Bonifacio, le fondateur et supremo du Katipunan, qui connaît une fin tragique, apparaît lui aussi un grand héros de la révolution. Figure de proue de l'insurrection populaire au début de la révolution, sa figure est, tout comme Rizal, exploitée après sa mort : les Philippins en font un grand héros national, tandis que les Américains s'attachent à le présenter comme un homme violent et peu éduqué pour disqualifier ses idées insurrectionnelles.

## Historiographie
Les sources historiques portant sur cette période sont nombreuses : presse, écrits des Propagandistes, journaux intimes, correspondance, archives espagnoles, chroniques d'époque, interview avec des descendants de témoins de la révolution.
Jusque vers les années 1970, la plupart des historiens s'attachent à la description du déroulement de la révolution ainsi qu'à la compréhension des facteurs, économiques, politiques et sociaux, qui en sont la cause, mais souffrent d'une approche centrée plutôt sur les classes dominantes. Dans la seconde moitié du XXe siècle, des historiens commencent à étudier la révolution non plus du point de vue des élites, mais de celui des masses populaires, s'intéressant notamment à leur perception des notions d'indépendance, de nation et de révolution. Dès 1956, les travaux de Teodoro Agoncillo sont précurseurs de ces études centrées sur les classes non dominantes, puis Reynaldo Ileto qui étudie la révolution vue par la population rurale dans les années 1970. Ileto avance notamment l'hypothèse que le monde rural, peu familier des idées des Lumières, interprète les idées révolutionnaires à l'aune de ce qu'ils connaissent bien, le christianisme et les traditions locales. À partir des années 1990, plusieurs historiens comme Christine Doran travaillent sur le rôle des femmes dans la révolution, jusqu'alors relativement peu étudié, à l'exception de Gregorio Zaide qui publie des écrits sur les femmes dans la révolution dès les années 1930.
Les historiens américains du début du XXe siècle ont pour la plupart une vision partisane de cet événement historique, célébrant la victoire américaine et sa mission civilisatrice,. Avec la Seconde Guerre mondiale, la guerre aux Philippines disparaît assez largement des études historiques américaines, avant d'être redécouverte dans les années 1960 puis surtout lors de la guerre du Viêt Nam, autre intervention militaire contre une guérilla en Asie.